# Kōshū
Kōshū (japanska: 甲州市?, Kōshū-shi) är en stad i Yamanashi prefektur på ön Honshu i Japan. Staden bildades 1 november 2005 när staden Enzan slog samman med kommunerna Katsunuma och Yamato. Kōshū ligger ett par mil nordost om Kōfu, prefekturens administrativa huvudort. 